# 62 Eridani
62 Eridani är en blåvit jätte i stjärnbilden Eridanus. 
Stjärnan har visuell magnitud +5,48 och är svagt synlig för blotta ögat vid normal seeing. Den befinner sig på ett avstånd av ungefär 740 ljusår.